# Джордж Александър
Сър Джордж Александър (19 юли 1858-15 март 1918) роден Джордж Александър Гиб Самсън (на английски: George Alexander Gibb Samson) е английски театрален актьор, продуцент и театрален мениджър.

## Биография
Джордж Александър е роден в Рединг, графство Бъркшир. Семейството му е с шотландски корени. Започва да играе в аматьорски театър през 1875 г. Четири години по-късно се насочва към професионална кариера, извършвайки лондонския си дебют през 1881 г. Играе с много водещи трупи, включително Лайсиъм на Хенри Ървинг.
През 1890 г. продуцира първата си постановка в Авеню Тиътър, а през 1891 г. става мениджър на Сейнт Джеймс Тиътър, където поставя множество значими за епохата пиеси като Ветрилото на лейди Уиндърмиър на Оскар Уайлд (1892 г.). Участва в постановката на Втората Госпожа Танкарей на Артът Уинг Пинеро, където играе ролята на Обри Танкрей.
Александър продължава професионалните си взаимоотношения с Уайлд с може би най-известното изпълнение на 19 век. На 14 февруари 1895 г. поставя последната му пиеса Колко е важно да бъдеш сериозен. Вечерта театърът бил обкръжен от полицаи, бдящи за сигурността. Изпълнението било под заплаха от Джон Дъглас, маркиз Куийнзбъри, противник на автора, който възнамерявал да предизвика хаос по време на постановката, като замерва Уайлд с букет от зеленчуци. За щастие бил заловен и изгонен от сградата преди да изпълни заканите си.
В 1896 г. поставя адаптация на романа Затворникът на Зенда от Антъни Хоуп. Пиесите с участието на Пинеро добавят към големия успех на театъра. Между заглавията му са Ги Монвил на Хенри Джеймс (1895 г.) и Паоло и Франческа на Стивън Филипс (1902 г.).
През 1900 г. Александър получава правата над Ветрилото на Лейди Уиндемир и Колко е важно да бъдеш сериозен, посещава Уайлд в изгнание в Париж и милостиво му предлага процент от печалбите, както и да дари правата над пиесите на отчужденото му семейство.
Александър остава в Сейнт Джеймс до края на живота си. От 1907 г. до 1913 г. е член на Лондонския общински съвет. Получава рицарско звание в 1911 г. за заслугите си на театъра. Александър е женен за актрисата Флорънс Джейн Александър (по баща Телор). Той е далечен роднина на актьора Хю Лори